# Air Cholet
Groupement d'entreprises choletaises pour le transport aérien
Air Cholet était une compagnie aérienne régionale française dite de 3e niveau, effectuant des liaisons régulières et à la demande au départ de l'aérodrome de Cholet dans le Maine et Loire.

## Histoire

### Les débuts
Yves Roger Hostein, résistant déporté en Allemagne pendant  la seconde guerre mondiale, avait créé le 13 mars 1970, avec un certain nombre d'hommes d'affaires où se trouvait largement représenté l'entreprise Choletaise G.E.T. (Groupe Équipe Textile), la compagnie de transport aérien Air Cholet, basée sur l'aérodrome de Cholet - Le Pontreau,.

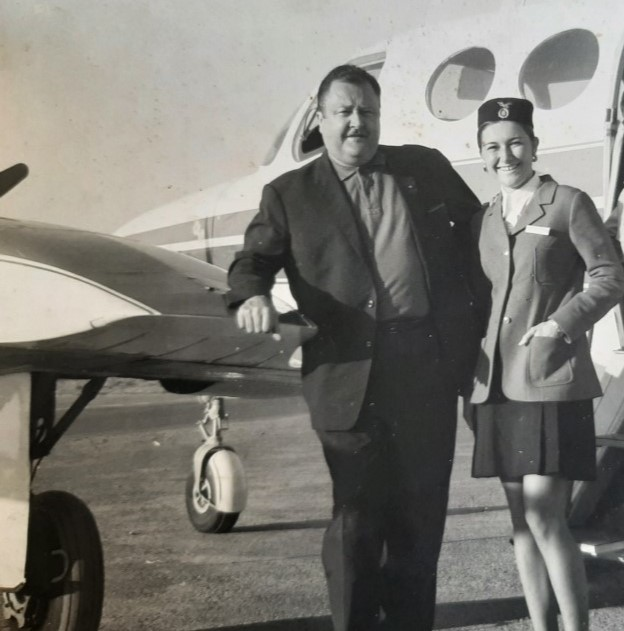
Le P-D.G d'Air Cholet Yves-Roger Hostein et l'hôtesse de l'air Francine Hostein devant le Cessna 402A "F-BRSA" sur l'aérodrome de Cholet

Cette compagnie était appelée à assumer avec les différentes villes de France et même de l'étranger, le transport à la demande de personnes et de marchandises avec des avions modernes et rapides pour l'époque.
Air Cholet était dirigée par Mr Roger Hostein, qui à son retour en France, avait travaillé sur Cholet dans l'entreprise de transport "Transports Loiseau Ferez" que son oncle Albert Ferez dirigeait. Avec l’aide de ce dernier, Roger Hostein créait en 1956 sur Nantes puis 1957 à Cholet et plus tard Bordeaux, une entreprise d'affrètement, nommée "Transroute" et spécialisée au départ dans les fruits exotiques (bananes) mais qui s’était rapidement diversifiée. Ensuite, il installait sur Cholet, une agence de voyage qui s'appelait "Transroute-Voyageco".
Le siège social d’Air Cholet se trouvait au 11 Ter rue de Rambourg à Cholet à la même adresse que l’agence de voyage. C'est cette agence qui s'occupait de l'administratif de la compagnie.
Francine Hostein, 22 ans à l’époque, la fille du dirigeant, assurait le rôle d’hôtesse de l'air de la compagnie et d'agent d'escale pour l'accueil des passagers à Cholet.

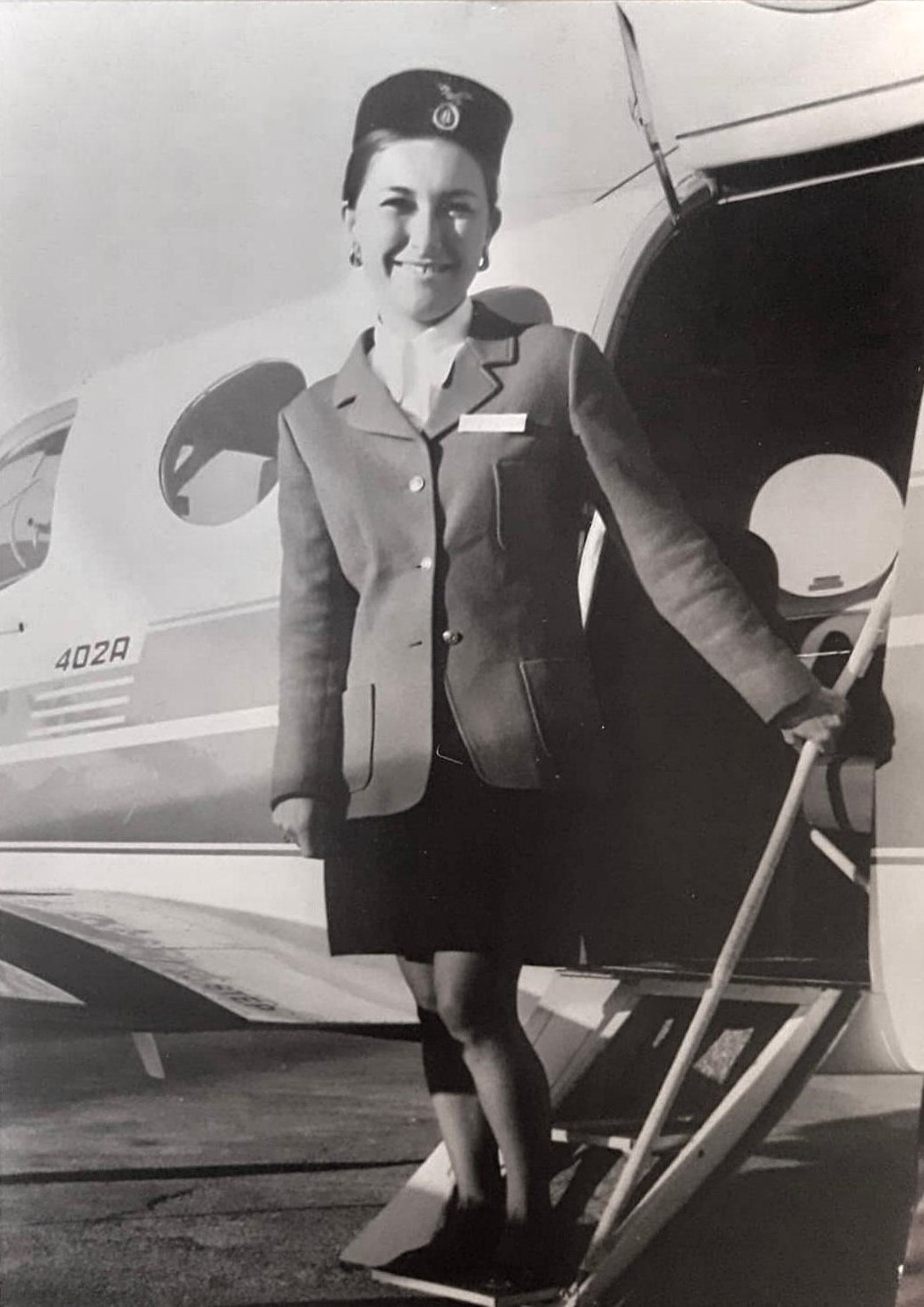
Hôtesse de l'air d'Air Cholet Francine Hostein devant le Cessna 402A "F-BRSA" sur l'aérodrome de Cholet

### Les premiers vols à la demande
Le premier vol de la compagnie avait été réalisé le jeudi 28 mai 1970, décollage de Cholet à 08h00 pour Paris-Le Bourget (1 heure de vol), embarquant 9 voyageurs d'une importante entreprise de Cholet, New man, qui avaient pris place à bord du Cessna 402 de la compagnie. Ils étaient tous rentrés avec le même avion à Cholet à 20h00.
Air Cholet s'était vu octroyer son autorisation de transporteur aérien le 29 décembre 1970 (J.O. du 07 janvier 1971, page 272).
À partir de là, Air Cholet pouvait effectuer des liaisons régulières avec Paris répondant aux besoins des entreprises comme la Compagnie générale de télégraphie sans fil C.S.F. (devenue plus tard Thomson-CSF) , le manufacturier Michelin (300 employés en 1970, 1 950 en 1976 avec 3,5 millions de pneus fabriqués) le groupe Gaston Jaunet (G.E.T) et la société de confection New Man, ces grosses entreprises ayant des usines sur l'arrondissement de Cholet.

### Les avions
Le Cessna 402 A pouvant accueillir 10 passagers était loué à Gaston Jaunet, entrepreneur et couturier de mode féminine, qui dirigeait le "Groupe Équipe Textile"  (GET - Gaston Jaunet). Son entreprise avait été créée en 1963 à Cholet et réalisait un chiffre d'affaires entre 6 à 7 milliards de Francs en 1970. Elle avait des usines à Cholet(200 employés en 1968), à Treize-vents en Vendée et dans les Deux-Sèvres à Combrand et Saint Amand sur Sèvres. Sa société était associé à Guy Laroche. Son frère Jacques Jaunet, quant à lui, possédait la marque masculine New Man produite également à Cholet.
Le pilote du Cessna 402 A, Mr Angel était celui de la société de Gaston Jaunet (Groupe Équipe Textile) qui était également pilote d'hélicoptère d'un Bell 206 JetRanger basé lui aussi à Cholet.
Le groupe Gaston Jaunet et New Man était les principaux clients de la compagnie (dirigeants, commerciaux et clients).
Le Piper 23-250 Aztec de 5 places, immatriculé F-BRNG avait été acheté par Air Cholet.
Le Cessna dormait dans un des hangars de l'aéroclub et était sorti tous les matins par Francine Hostein et le pilote à l'aide d'une Citroën 2cv.

### 1971: La ligne régulière vers Paris
À l'époque, pour se rendre à Paris de Cholet en transport, il fallait prendre soit un train rapide à Angers, soit un avion d'Air Inter à Nantes.
Vu le grand nombre de voyages effectués à la demande, Air Cholet décidait de mettre en place une liaison régulière entre Cholet et l'aérodrome de Toussus-le-Noble dans les Yvelines à raison de 2 allers-retours du lundi au vendredi,.
Son meilleur client était alors la Thomson-CSF dont l'usine était dirigé par Mr Robert Pelé. En septembre 1972, la compagnie avait transporté 200 passagers de la Thomson pour ce mois.
Mais après plusieurs mois d'exploitation, des difficultés apparaissaient.
Du côté de l'aéroport de Cholet d'abord. Si le balisage de nuit qui devait entrer en service en octobre 1970, est intervenu la nuit du 16 avril 1971 où les avions d'Air Cholet avaient pu effectuer des essais de nuit grâce au nouveau balisage lumineux de la piste et des obstacles comme la ligne à haute tension proche, cette mise en service tardive dans la saison avait fait subir à Air Cholet de lourdes conséquences pour la ligne Cholet - Paris, contraignant celle-ci à des horaires peu rationnels. Par courrier du 19 septembre 1971, Mr Hostein demandait au Maire de Cholet Maurice Ligot avec copie à Monsieur Robert Pelé, le directeur de l'usine Thomson-CSF et Mr Louis Chupin, le Président de la Chambre de Commerce, l'installation d'un Terminal V.O.R. (système de positionnement radioélectrique) ou d'un I.L.S. (Système d'atterrissage aux instruments), absolument indispensable pour le bon fonctionnement de la compagnie.
Pour un tel service aérien, Air Cholet avait besoin de 2 avions. Elle se dotait donc d'un  Piper 23-250 Aztec pouvant transporter 5 passagers mais il fallait également un atelier de maintenance pour l'entretien et la réparation des appareils.
Avec deux avions, il fallait aussi deux pilotes. Si le pilote du Cessna 402 A n'avait jamais posé le moindre problème, ce n'était pas le cas du deuxième. Ce dernier refusait de piloter le Cessna 402 avec 10 passagers à bord arguant que la piste de Cholet n'était pas assez longue alors que les autorisations avaient été données à Air Cholet. À la suite de la réclamation du second pilote, il avait été imposé à la compagnie d'embarquer que 8 passagers à bord de l'avion.
Dès lors, la rentabilité n'était plus assurées. De plus, les subventions espérées ne venant pas, Air Cholet réduisait ses services et petit à petit cessait l'exploitation en octobre 1972 après deux ans d'activités. Elle se mettait en sommeil et n'avait plus d'activité notoire.

### 1974: La reprise de la ligne régulière vers Paris
En 1974, la compagnie "Transports Aériens Privés" (T.A.P.) basée à Toussus-le-Noble, dans la zone Est de l'aérodrome et dirigé par Michel Bidoux, ancien pilote instructeur à l'aéroclub d'Air France, décidait de renouveler l'essai des vols entre Cholet et Paris mais toujours en atterrissant sur l'aérodrome de Toussus-le-Noble, à 45 minutes du centre de Paris.
"Transports Aériens Privés" était une société de transport aérien public et fret, location de coque nue, conseil en organisation et achat et vente d'avions d'affaires créée en novembre 1968.
T.A.P. décidait d'une première période d'essai entre le 9 septembre et le 20 décembre avec une prospection préalable auprès des entreprises. Son plan d'affaires était de vendre 300 billets à l'avance afin de rentabiliser l'affaire mais les entreprises refusaient de payer à l'avance. Le billet aller-retour était proposé à 460 Frs (prix inférieur à Air Inter à Nantes).
Elle avait décider de proposer des vols en Piper PA-31-310 Navajo de 8 passagers (immatriculation F-BRAS), du lundi au vendredi avec un premier départ de Cholet à 07h00 pour arriver à Toussus-le-Noble à 08h15. Ensuite, une navette gratuite en minicar proposait aux passagers de regagner les transports publics de la RATP à Pont de Sèvres à Boulogne-Billancourt.
Pourquoi avoir choisi l'aérodrome de Toussus-le-Noble au lieu du Bourget ou Orly ? Tout simplement car les taxes et droits étaient beaucoup moins chers qu'à Orly ou Le Bourget et les formalités administratives beaucoup plus simples à Toussus-le-Noble qui était également appelé à l'époque "Aéroport de Toussus-Paris".
L'avantage pour les professionnels du Choletais était de pouvoir profiter d'une journée totale de 09h00 jusqu'à 18h00 sans sacrifier une partie de la matinée dans un train car la difficulté de l'époque, était que les deux trains du matin qui partaient de Cholet ne permettait d'arriver sur la capitale qu'à 10h00 et 12h00.
Si le test de 15 semaines fonctionnait, T.A.P. passerait alors un accord avec Air Cholet afin de fixer à Cholet des appareils et équipages en espérant récupérer les industriels du Choletais, de la partie Nord de la Vendée et de la partie Nord des Deux-Sèvres.
La compagnie « Transports Aériens Privés » disparaissait en juillet 1975 comme la compagnie Air Cholet,,.

## Réseau
- Cholet - Paris (Aéroport du Bourget)[3],[29],[30].
- Cholet - Paris (Toussus-le-Noble)[11].

## Flotte
- Cessna 402 A immatriculé F-BRSA[31],[32]
- Piper 23-250[32] immatriculé F-BRNG.